# Centre d'histoire de Brooklyn
Le Center for Brooklyn History (CBH, anciennement connu sous le nom de Brooklyn Historical Society) est un musée, une bibliothèque et un centre éducatif fondé en 1863 qui préserve et encourage l'étude des 400 ans d'histoire de Brooklyn à New York. Le bâtiment néo-roman du centre, situé à Brooklyn Heights, a été conçu par George B. Post et construit en 1878-1881. Il est un monument historique national et fait partie du quartier historique de Brooklyn Heights. Le CBH abrite des documents relatifs à l'histoire de Brooklyn et de ses habitants, et accueille des expositions qui attirent plus de 9 000 membres par an. En plus de la programmation générale, le CBH dessert chaque année plus de 70 000 élèves et enseignants des écoles publiques en proposant des visites d'expositions, des programmes  éducatifs, et en mettant son personnel à disposition pour des consultations.

## Histoire

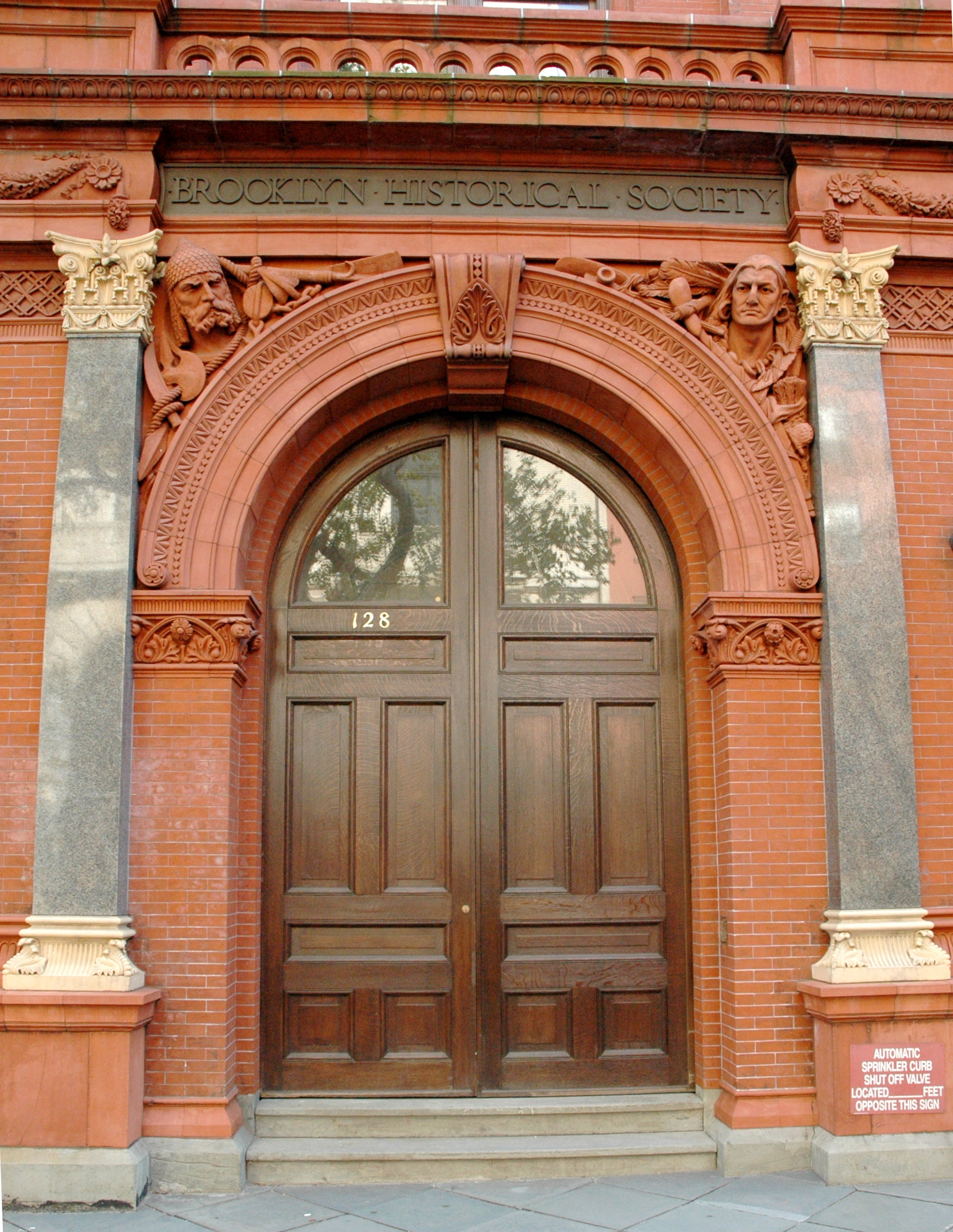
Entrée en 2008

Le Center for Brooklyn History a été fondé en 1863 par Henry Pierrepont (1808-1888) sous le nom de Long Island Historical Society, avec une charte de la New England Historical Society de Boston. En 1985, la société a changé son nom pour devenir la Brooklyn Historical Society (BHS).
En 2005, le BHS faisait partie des 406 institutions artistiques et sociales de la ville de New York à recevoir une partie d'une subvention de 20 millions de dollars de la Carnegie Corporation, rendue possible grâce à un don du maire de New York, Michael Bloomberg,.
En décembre 2007, BHS a ouvert la première galerie aux États-Unis consacrée à l'histoire orale. La première exposition installée dans la galerie était une installation d'histoires orales, de photographies, de documents et d'artefacts intitulée « Dans nos propres mots : portraits des vétérans du Vietnam de Brooklyn ».
Dans le cadre de la construction d'Empire Stores à Brooklyn Bridge Park, BHS a été sélectionnée pour exploiter un musée de 300 mètres carrés pour célébrer l'histoire industrielle de Brooklyn. L'espace d'exposition BHS Dumbo, comme on l'appelait, a ouvert ses portes en mai 2017.
En 2020, le BHS a conclu un accord pour fusionner avec la bibliothèque publique de Brooklyn. Depuis octobre 2020, l'organisation fait désormais partie de la bibliothèque publique de Brooklyn et est connue sous le nom de Center for Brooklyn History,.

## Bâtiment
Le bâtiment du siège du centre, au coin des rues Pierrepoint et Clinton, a été construit entre 1878 et 1881 par George B. Post dans le style néo-Renaissance.
Il fait partie du quartier historique de Brooklyn Heights de la New York City Landmarks Preservation Commission, désigné en 1966, et a été ajouté au registre national des lieux historiques comme monument historique national en 1991,.
Le bâtiment a été décrit comme « l'un des grands trésors architecturaux de la ville »  et l'intérieur comme « l'un des grands intérieurs de New York du XIXe siècle ».

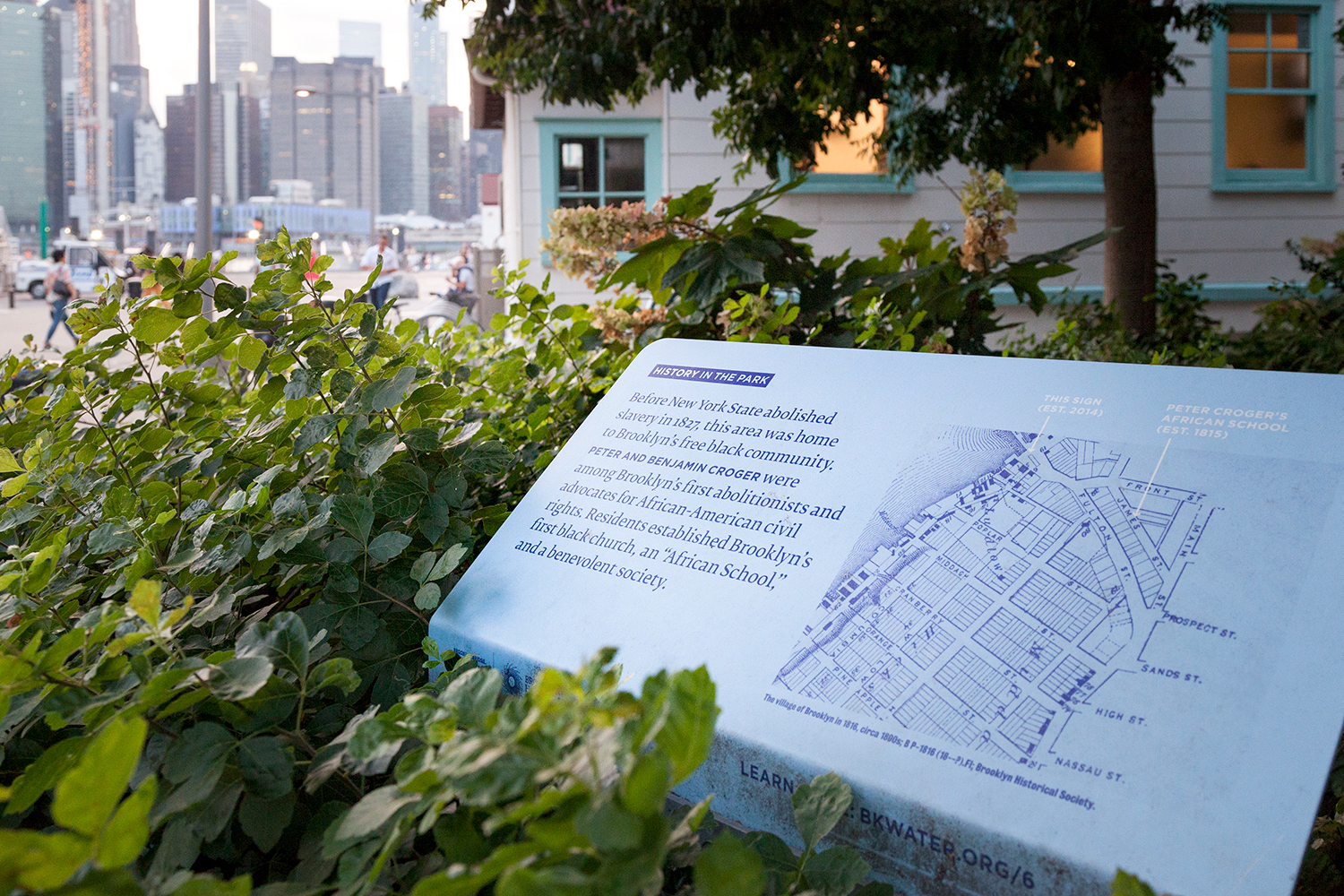
En 2014, BHS a créé une série de panneaux marquant des points d'importance historique dans le nouveau Brooklyn Bridge Park

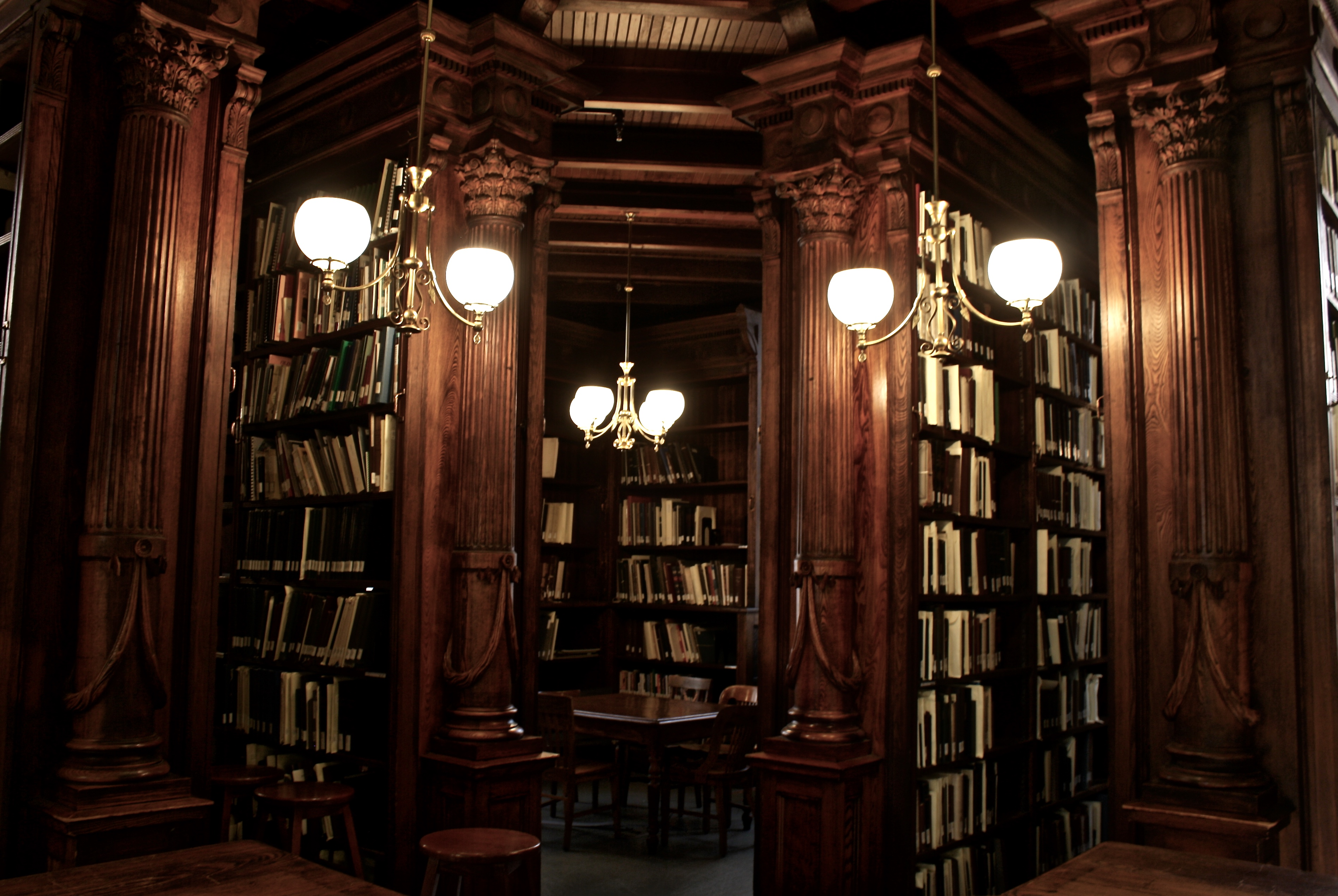
Un coin de la bibliothèque

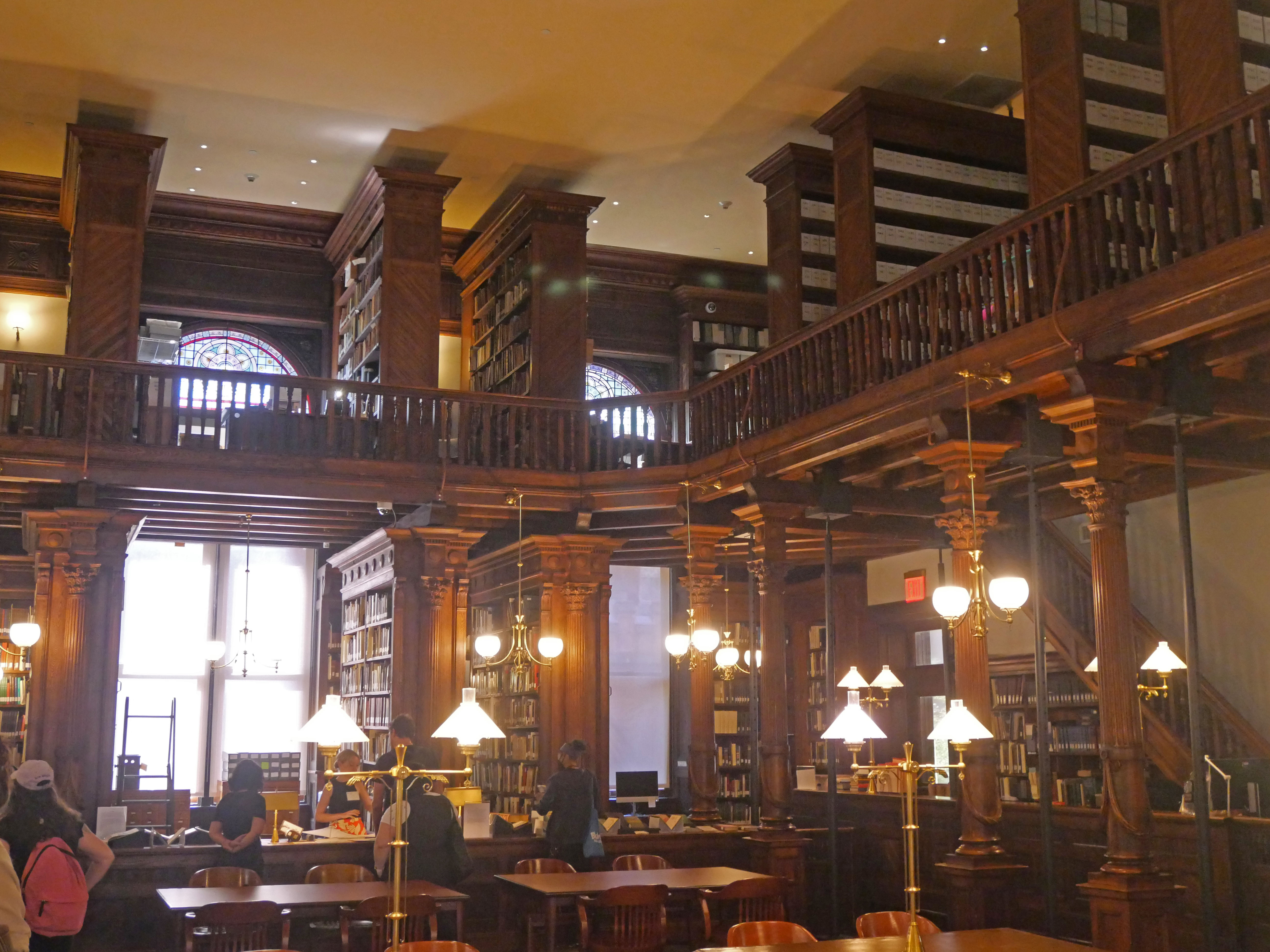

## Voir également
- Liste des musées et institutions culturelles de New York
- Registre national des listes de lieux historiques dans le comté de Kings, New York